# 理查德·约翰·哈里森
理查德·约翰·哈里森（英語：Richard John Harrison，1920年10月8日—1999年10月17日）是一位英国解剖学家，剑桥大学教授。他在1961至1967年间担任富勒生理学教授，1973年当选皇家学会会士，1977至1979年担任大不列颠及爱尔兰解剖学会会长。